# Szarota leśna
Szarota leśna (Omalotheca sylvatica (L.) Sch.Bip. & F.W.Schultz, dawniej zwykle Gnaphalium sylvaticum L.) – gatunek rośliny wieloletniej z rodziny astrowatych. Występuje na półkuli północnej w Europie, Azji i Ameryce Północnej.

## Występowanie
Występuje w prawie całej Europie poza najdalej na północ i południe wysuniętymi częściami. W Azji występuje w Syberii po Rosyjski Daleki Wschód, w rejonie Kaukazu i w Azji Środkowej. Rośnie też w zachodniej i wschodniej Kanadzie oraz w północno wschodnich Stanach Zjednoczonych. W Polsce gatunek pospolity na całym obszarze.

## Morfologia

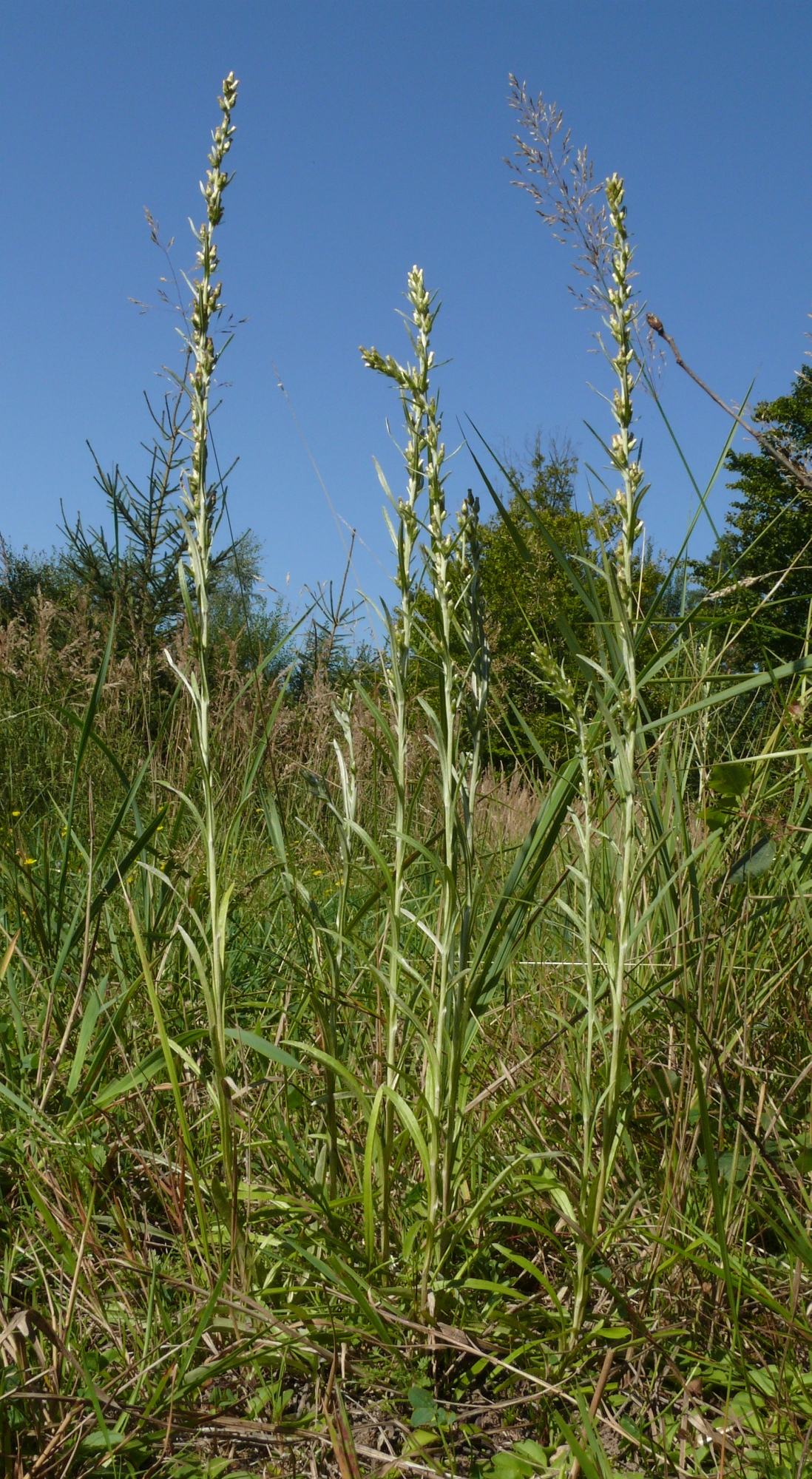
Pokrój

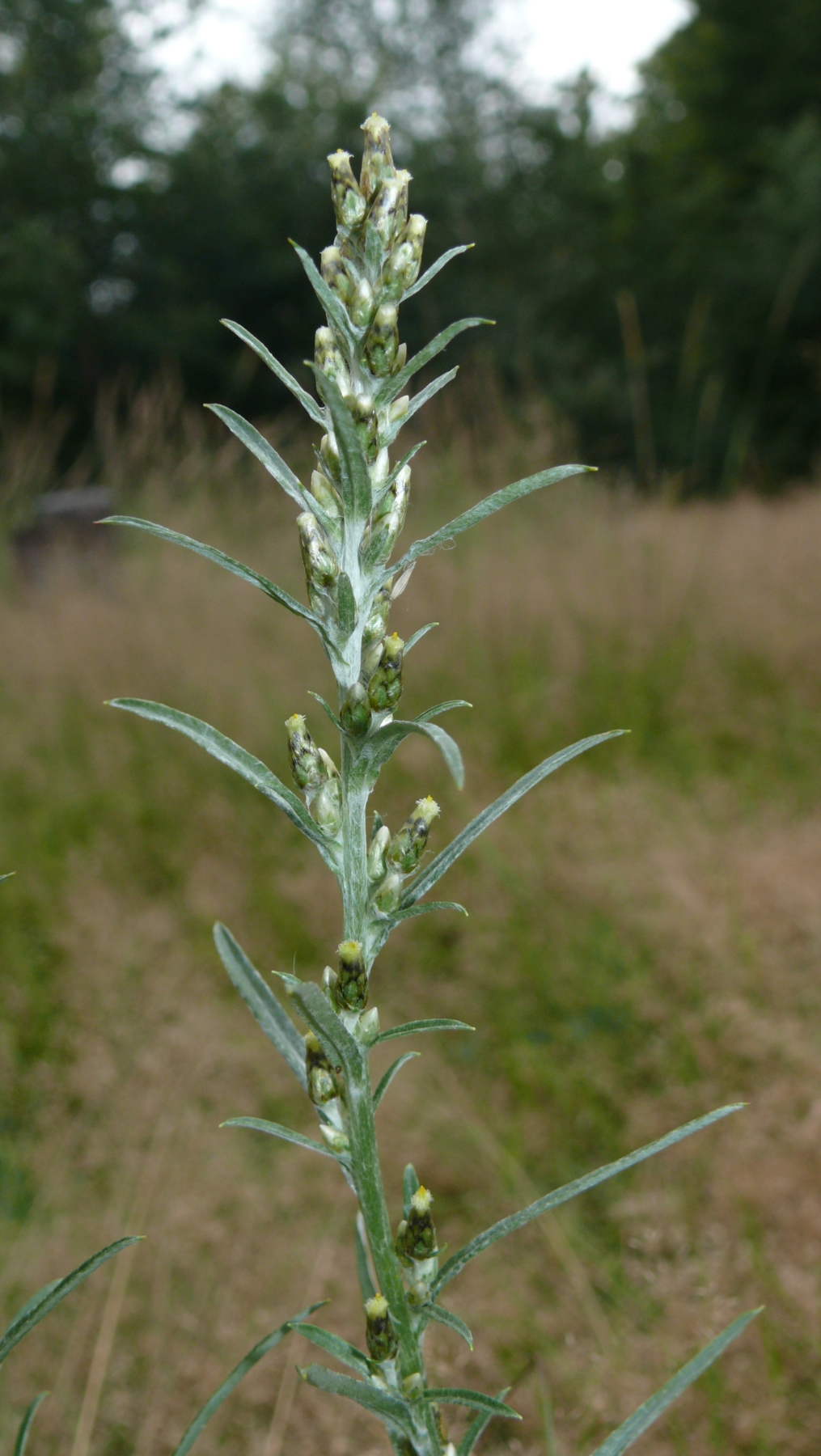
Kwiatostan

PokrójWieloletnia roślina zielna z krótkimi, płonnymi pędami u nasady i nierozgałęzioną lub rzadziej rozgałęzioną u nasady, prosto wzniesioną lub podnoszącą się, biało wełnisto owłosioną łodygą osiągającą od 8 do 60 cm, rzadko do 100 cm.
LiścieGęsto rozmieszczone wzdłuż pędów, zmniejszające się ku górze łodygi. Wszystkie są siedzące, jednonerwowe, na górnej powierzchni zielone i nagie lub słabo owłosione, od spodu szaro filcowato owłosione. Dolne liście są lancetowate, o długości od 4 do 10 cm, i szerokości od 5 do 7 mm. Ku nasadzie zwężają się stopniowo, na wierzchołku są zaostrzone. Górne liście są węższe (równowąsko lancetowate) i coraz krótsze.
KwiatyZebrane w koszyczki osiągające 5–7 mm długości, które wyrastają zebrane po 2–8 w kątach liści w górnej części łodygi, tworząc luźny, podobny do grona kwiatostan złożony osiągający od kilku do ok. 30 cm długości. Okrywy koszyczków są 4-szeregowe, z nagimi listkami od zewnątrz jajowatymi, do wewnątrz coraz węższymi, do równowąsko lancetowatych w najbardziej wewnętrznym rzędzie. Listki są zielonkawe z błoniastym obrzeżeniem, tępe na wierzchołku. Dno koszyczków jest nagie. Kwiaty żółte, wyrastają w licznych szeregach i w sumie w liczbie ok. 70. Dominują zdecydowanie rurkowate kwiaty żeńskie, w środku koszyczka znajduje się tylko kilka kwiatów obupłciowych.
OwoceNiełupki o długości ok. 1,5 mm, krótko owłosione. Puch kielichowy biały, łatwo odpadający, kruchy, o długości do 4 mm.

## Biologia i ekologia
Bylina, hemikryptofit. Kwitnie od czerwca do września, czasem do października. Występuje w widnych lasach, zaroślach i na zrębach, poza tym na ubogich łąkach i pastwiskach.
Kariotyp tego gatunku liczy 2n = 56 chromosomów.

## Mieszaniec
Tworzy mieszańca z szarotą norweską (Omalotheca × traunsteineri (Murr) Dostál).